# Fritz Holmer
Fritz Reinhold Holmer, född 7 augusti 1906 i Borås, död 1967 i Portugal, var en svensk målare och grafiker. 
Han var från 1932 gift med Britta Lundkvist. Han studerade för Filip Månsson vid Tekniska skolan 1929-1931 och för Isaac Grünewald och Gösta von Hennigs vid Konsthögskolan i Stockholm 1931-1937. Som akademielev tilldelades han Carl Larssons stipendium 1936, Wohlfarths resestipendium 1937 och Ester Lindahls resestipendium 1939. Han använde sina resestipendium för studieresor till bland annat Frankrike, Nederländerna, Belgien, Italien, Egypten, Schweiz och Tyskland. Han ställde ut ett flertal gånger med Sveriges allmänna konstförening och Skånes konstförening. Separat debuterade han i en utställning på Modern konst i hemmiljö i Stockholm 1939 och ställde därefter ut separat på ett flertal platser i landet. Hans konst består av porträtt, figurmotiv, landskap, stilleben och blommor. Holmer är representerad vid Nationalmuseum, Moderna museet, Malmö museum, Statens historiska museum, Karolinska sjukhuset, Örebro läns konstförening och på Prins Eugens Waldemarsudde.